# Comarch Cracovia
Comarch Cracovia (chybně nazývána Cracovia Kraków) je polský hokejový klub z Krakova hrající polskou Ekstraligu.
Klub byl založen už v roce 1906 a jde tedy o nejstarší existující polský sportovní klub. Součástí klubu je i oddíl ženského hokeje.

## Historické názvy
- 1923 – KS Cracovia
- 1949 – Ogniwo (MPK) Kraków
- 1954 – Sparta Kraków
- 1955 – KS Cracovia
- 2003 – Comarch Cracovia

## Úspěchy
Mistr Polska - 1937, 1946, 1947, 1948, 1949, 2006, 2008, 2009, 2011, 2013, 2016, 2017